# کوه لمینگتون
کوه لمینگتون (به لاتین: Mount Lamington) یک کوه در پاپوآ گینه نو است که در استان اورو واقع شده‌است. کوه لمینگتون ۱٬۶۸۰ متر بالاتر از سطح دریا واقع شده‌است.